# Rallycross del Portogallo 2021
Il Rallycross del Portogallo 2021, ufficialmente denominato Cooper Tires World RX of Montalegre è stata l'edizione 2021 del Rallycross del Portogallo. La manifestazione si è svolta il 16 e il 17 ottobre sul circuito di Montalegre a Montalegre, ed era valida come settima prova del campionato del mondo rallycross 2021 unicamente nella classe RX1 (ex Supercar), nonché come sesta e ultima gara del campionato europeo rallycross 2021 esclusivamente per la categoria RX3.
L'evento del World RX, che si componeva della sola categoria RX1, è stato vinto dal pilota finlandese Niclas Grönholm alla guida di una Hyundai i20 della scuderia GRX-Set World RX Team, il quale sopravanzò in finale i fratelli svedesi Timmy Hansen e Kevin Hansen, rispettivamente secondo e terzo al traguardo, entrambi su Peugeot 208 del Hansen World RX Team; per Grönholm si trattò della seconda vittoria stagionale dopo quella ottenuta un mese prima nell'appuntamento lettone.
Nell'evento dell'Euro RX si gareggiava unicamente per la classe cadetta RX3 (chiamata Super1600 sino alla stagione precedente), nella quale si impose il russo con passaporto svizzero Yuri Belevskiy su Audi A1, ottenendo il quarto successo stagionale su cinque e conquistando inoltre il titolo mondiale di categoria.

## Risultati World RX

### Classifica finale

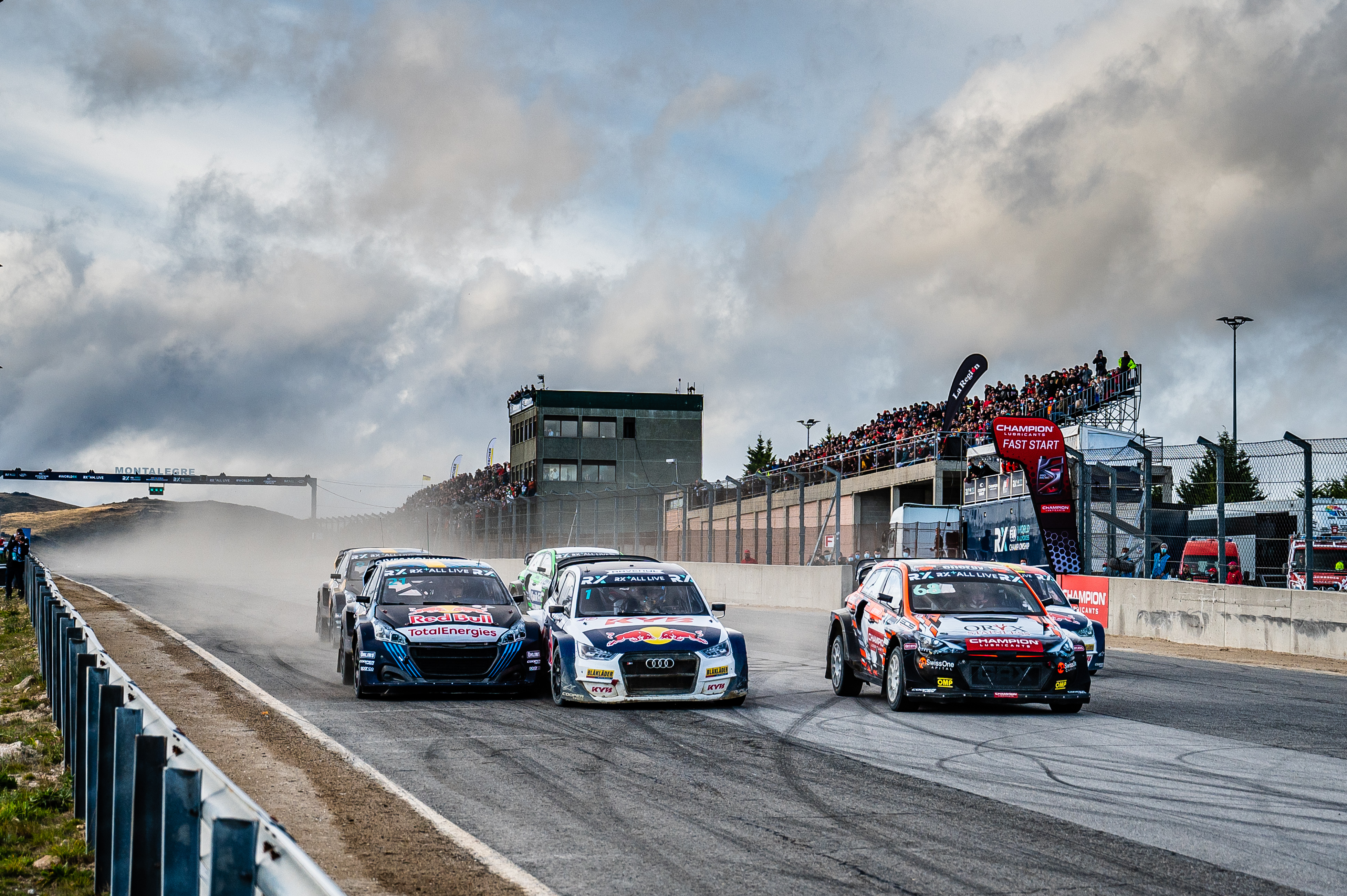
Partenza della finale, con il vincitore Niclas Grönholm (numero 68) in lotta con Johan Kristoffersson (numero 1) e Timmy Hansen (numero 21), rispettivamente sesto e secondo al traguardo

| Categoria RX1 | Categoria RX1 | Categoria RX1        | Categoria RX1 | Categoria RX1         | Categoria RX1  | Categoria RX1  | Categoria RX1 | Categoria RX1 | Categoria RX1 | Categoria RX1 | Categoria RX1 | Categoria RX1 |
| Pos.          | N°            | Pilota               | Auto          | Squadra               | Qualificazioni | Qualificazioni | Semifinali    | Semifinali    | Semifinali    | Finale        | Finale        | PC            |
| Pos.          | N°            | Pilota               | Auto          | Squadra               | Pos.           | Punti          | SF1           | SF2           | Punti         | Pos.          | Punti         | PC            |
| ------------- | ------------- | -------------------- | ------------- | --------------------- | -------------- | -------------- | ------------- | ------------- | ------------- | ------------- | ------------- | ------------- |
| 1             | 68            | Niclas Grönholm      | Hyundai i20   | GRX-Set World RX Team | 4º             | 13             | –             | 2º            | 5             | 1º            | 8             | 26            |
| 2             | 21            | Timmy Hansen         | Peugeot 208   | Hansen World RX Team  | 1º             | 16             | 1º            | –             | 6             | 2º            | 5             | 27            |
| 3             | 9             | Kevin Hansen         | Peugeot 208   | Hansen World RX Team  | 3º             | 14             | 2º            | –             | 5             | 3º            | 4             | 23            |
| 4             | 23            | Krisztián Szabó      | Hyundai i20   | GRX-Set World RX Team | 5º             | 12             | 3º            | –             | 4             | 4º            | 3             | 19            |
| 5             | 91            | Enzo Ide             | Audi S1       | KYB EKS JC            | 6º             | 11             | –             | 3º            | 4             | 5º            | 2             | 17            |
| 6             | 1             | Johan Kristoffersson | Audi S1       | KYB EKS JC            | 2º             | 15             | –             | 1º            | 6             | 6º            | 1             | 22            |
| 7             | 2             | Oliver O'Donovan     | Ford Fiesta   | Oliver O'Donovan      | 7º             | 10             | 4º            | –             | 3             | nq            | nq            | 13            |

### Qualificazioni
| Categoria RX1 | Categoria RX1 | Categoria RX1        | Categoria RX1   | Categoria RX1         | Categoria RX1 | Categoria RX1 | Categoria RX1 | Categoria RX1 | Categoria RX1 | Categoria RX1 |
| Pos.          | N°            | Pilota               | Auto            | Squadra               | Q1            | Q2            | Q3            | Q4            | PQ            | Punti         |
| ------------- | ------------- | -------------------- | --------------- | --------------------- | ------------- | ------------- | ------------- | ------------- | ------------- | ------------- |
| 1             | 21            | Timmy Hansen         | Peugeot 208     | Hansen World RX Team  | 50 (1º)       | 50 (1º)       | 50 (1º)       | 38 (6º)       | 188           | 16            |
| 2             | 1             | Johan Kristoffersson | Audi S1         | KYB EKS JC            | 38 (6º)       | 45 (2º)       | 45 (2º)       | 45 (2º)       | 173           | 15            |
| 3             | 9             | Kevin Hansen         | Peugeot 208     | Hansen World RX Team  | 40 (4º)       | 40 (4º)       | 42 (3º)       | 50 (1º)       | 172           | 14            |
| 4             | 68            | Niclas Grönholm      | Hyundai i20 WRX | GRX-Set World RX Team | 45 (2º)       | 42 (3º)       | 40 (4º)       | 40 (4º)       | 167           | 13            |
| 5             | 23            | Krisztián Szabó      | Hyundai i20 WRX | GRX-Set World RX Team | 39 (5º)       | 39 (5º)       | 39 (5º)       | 42 (3º)       | 159           | 12            |
| 6             | 91            | Enzo Ide             | Audi S1         | KYB EKS JC            | 42 (3º)       | 38 (6º)       | 38 (6º)       | 39 (5º)       | 157           | 11            |
| 7             | 2             | Oliver O'Donovan     | Ford Fiesta     | Oliver O'Donovan      | 37 (7º)       | 37 (7º)       | 37 (7º)       | 37 (7º)       | 148           | 10            |

Legenda:
|  | Qualificato per le semifinali |

### Semifinali
| Categoria RX1 - Semifinale 1 | Categoria RX1 - Semifinale 1 | Categoria RX1 - Semifinale 1 | Categoria RX1 - Semifinale 1 | Categoria RX1 - Semifinale 1 | Categoria RX1 - Semifinale 1 | Categoria RX1 - Semifinale 1 | Categoria RX1 - Semifinale 1 | Categoria RX1 - Semifinale 1 | Categoria RX1 - Semifinale 1 |
| Pos.                         | N°                           | Pilota                       | Auto                         | Squadra                      | Giri/Joker                   | Tempo                        | Distacco                     | Punti                        |                              |
| ---------------------------- | ---------------------------- | ---------------------------- | ---------------------------- | ---------------------------- | ---------------------------- | ---------------------------- | ---------------------------- | ---------------------------- | ---------------------------- |
| 1                            | 21                           | Timmy Hansen                 | Peugeot 208                  | Hansen World RX Team         | 6/1                          | 3'55"687                     | –                            | 6                            |                              |
| 2                            | 9                            | Kevin Hansen                 | Peugeot 208                  | Hansen World RX Team         | 6/1                          | 3'56"500                     | +0"813                       | 5                            |                              |
| 3                            | 23                           | Krisztián Szabó              | Hyundai i20 WRX              | GRX-Set World RX Team        | 6/1                          | 3'57"849                     | +2"162                       | 4                            |                              |
| 4                            | 2                            | Oliver O'Donovan             | Ford Fiesta                  | Oliver O'Donovan             | 6/1                          | 4'22"995                     | +27"308                      | 3                            |                              |
|                              |                              |                              |                              |                              |                              |                              |                              |                              |                              |
| Categoria RX1 - Semifinale 2 |                              |                              |                              |                              |                              |                              |                              |                              |                              |
| Pos.                         | N°                           | Pilota                       | Auto                         | Squadra                      | Giri/Joker                   | Tempo                        | Distacco                     | Punti                        |                              |
| 1                            | 1                            | Johan Kristoffersson         | Audi S1                      | KYB EKS JC                   | 6/1                          | 3'56"716                     | –                            | 6                            |                              |
| 2                            | 68                           | Niclas Grönholm              | Hyundai i20                  | GRX-Set World RX Team        | 6/1                          | 3'57"491                     | +0"775                       | 5                            |                              |
| 3                            | 91                           | Enzo Ide                     | Audi S1                      | KYB EKS JC                   | 6/1                          | 3'58"124                     | +1"408                       | 4                            |                              |

Legenda:
|  | Qualificato per la finale |

### Finale
| Categoria RX1 | Categoria RX1 | Categoria RX1        | Categoria RX1 | Categoria RX1         | Categoria RX1 | Categoria RX1 | Categoria RX1 | Categoria RX1 | Categoria RX1 |
| Pos.          | Nº            | Pilota               | Auto          | Squadra               | Giri/Joker    | Tempo         | Penalità      | Distacco      | Punti         |
| ------------- | ------------- | -------------------- | ------------- | --------------------- | ------------- | ------------- | ------------- | ------------- | ------------- |
| 1             | 68            | Niclas Grönholm      | Hyundai i20   | GRX-Set World RX Team | 6/1           | 3'56"426      | –             | –             | 8             |
| 2             | 21            | Timmy Hansen         | Peugeot 208   | Hansen World RX Team  | 6/1           | 3'56"963      | –             | +0"537        | 5             |
| 3             | 9             | Kevin Hansen         | Peugeot 208   | Hansen World RX Team  | 6/1           | 3'58"403      | –             | +1"977        | 4             |
| 4             | 23            | Krisztián Szabó      | Hyundai i20   | GRX-Set World RX Team | 6/1           | 3'58"696      | –             | +2"270        | 3             |
| 5             | 91            | Enzo Ide             | Audi S1       | KYB EKS JC            | 6/1           | 4'00"188      | –             | +3"762        | 2             |
| 6             | 1             | Johan Kristoffersson | Audi S1       | KYB EKS JC            | 6/1           | 4'02"180      | 5"000         | +5"754        | 1             |

- Miglior tempo di reazione: 0"417 ( Kevin Hansen);
- Giro più veloce: 37"867 ( Johan Kristoffersson);
- Miglior giro Joker: 40"984 ( Niclas Grönholm);
- Miglior giro-zero[n 1]: 3"390 ( Johan Kristoffersson).

## Risultati Euro RX

### Classifica finale
| Categoria RX3 | Categoria RX3 | Categoria RX3      | Categoria RX3  | Categoria RX3      | Categoria RX3  | Categoria RX3  | Categoria RX3 | Categoria RX3 | Categoria RX3 | Categoria RX3 | Categoria RX3 | Categoria RX3 |
| Pos.          | N°            | Pilota             | Auto           | Squadra            | Qualificazioni | Qualificazioni | Semifinali    | Semifinali    | Semifinali    | Finale        | Finale        | PC            |
| Pos.          | N°            | Pilota             | Auto           | Squadra            | Pos.           | Punti          | SF1           | SF2           | Punti         | Pos.          | Punti         | PC            |
| ------------- | ------------- | ------------------ | -------------- | ------------------ | -------------- | -------------- | ------------- | ------------- | ------------- | ------------- | ------------- | ------------- |
| 1             | 95            | Yuri Belevskiy     | Audi A1        | Volland Racing KFT | 1º             | 16             | 1º            | –             | 6             | 1º            | 8             | 30            |
| 2             | 54            | Marat Knjazev      | Audi A1        | Volland Racing KFT | 2º             | 15             | –             | 2º            | 5             | 2º            | 5             | 25            |
| 3             | 22            | Kobe Pauwels       | Audi A1        | Volland Racing KFT | 5º             | 12             | 2º            | –             | 5             | 3º            | 4             | 21            |
| 4             | 6             | Damian Litwinowicz | Audi A1        | Damian Litwinowicz | 6º             | 11             | –             | 1º            | 6             | 4º            | 3             | 20            |
| 5             | 108           | Nuno Araújo        | Audi A1        | Nuno Araújo        | 7º             | 10             | 3º            | –             | 4             | 5º            | 2             | 16            |
| 6             | 89            | Timur Šigabutdinov | Audi A1        | Volland Racing KFT | 8º             | 9              | –             | 3º            | 4             | 6º            | 1             | 14            |
| 7             | 11            | Jan Černý          | Škoda Citigo   | PAJR s.r.o         | 3º             | 14             | 4º            | –             | 3             | nq            | nq            | 17            |
| 8             | 99            | João Ribeiro       | Škoda Fabia    | João Ribeiro       | 4º             | 13             | –             | 5º            | 2             | nq            | nq            | 15            |
| 9             | 147           | Leonel Sampaio     | Škoda Fabia    | Leonel Sampaio     | 10º            | 7              | –             | 4º            | 3             | nq            | nq            | 10            |
| 10            | 146           | Joaquim Machado    | Peugeot 208    | Joaquim Machado    | 9º             | 8              | 6º            | –             | 1             | nq            | nq            | 9             |
| 11            | 125           | Sergio Dias        | Renault Twingo | Sergio Dias        | 11º            | 6              | 5º            | –             | 2             | nq            | nq            | 8             |
| 12            | 129           | Antonio Sousa      | Peugeot 208    | Antonio Sousa      | 12º            | 5              | –             | 6º            | 1             | nq            | nq            | 6             |
| 13            | 44            | Pedro Ribeiro      | Peugeot 108    | Pedro Ribeiro      | 13º            | 4              | nq            | nq            | nq            | nq            | nq            | 4             |
| 14            | 122           | Hélder Ribeiro     | Citroën C2     | Hélder Ribeiro     | 14º            | 3              | nq            | nq            | nq            | nq            | nq            | 3             |

### Finale
| Categoria RX3 | Categoria RX3 | Categoria RX3      | Categoria RX3 | Categoria RX3      | Categoria RX3 | Categoria RX3 | Categoria RX3 | Categoria RX3 |
| Pos.          | Nº            | Pilota             | Auto          | Squadra            | Giri/Joker    | Tempo         | Distacco      | Punti         |
| ------------- | ------------- | ------------------ | ------------- | ------------------ | ------------- | ------------- | ------------- | ------------- |
| 1             | 95            | Yuri Belevskiy     | Audi A1       | Volland Racing KFT | 6/1           | 4'12"647      | –             | 8             |
| 2             | 54            | Marat Knjazev      | Audi A1       | Volland Racing KFT | 6/1           | 4'13"873      | +1"226        | 5             |
| 3             | 22            | Kobe Pauwels       | Audi A1       | Volland Racing KFT | 6/1           | 4'14"605      | +1"958        | 4             |
| 4             | 6             | Damian Litwinowicz | Audi A1       | Damian Litwinowicz | 6/1           | 4'17"306      | +4"659        | 3             |
| 5             | 108           | Nuno Araújo        | Audi A1       | Nuno Araújo        | 6/1           | 4'19"908      | +7"261        | 2             |
| 6             | 89            | Timur Šigabutdinov | Audi A1       | Volland Racing KFT | 0/0           | 0'05"275      | +6 giri       | 1             |

- Miglior tempo di reazione: 0"460 ( Marat Knjazev);
- Giro più veloce: 40"561 ( Kobe Pauwels);
- Miglior giro Joker: 43"683 ( Yuri Belevskiy);
- Miglior giro-zero[n 1]: 4"552 ( Yuri Belevskiy).

## Classifiche di campionato
World RX - RX1 piloti
| Pos. | Pos. | Pilota               | Punti |
| ---- | ---- | -------------------- | ----- |
| 1    |      | Timmy Hansen         | 178   |
| 2    |      | Johan Kristoffersson | 161   |
| 3    |      | Kevin Hansen         | 159   |
| 4    |      | Niclas Grönholm      | 149   |
| 5    |      | Krisztián Szabó      | 127   |
| 6    |      | Kevin Abbring        | 97    |
| 7    | 1    | Enzo Ide             | 89    |
| 8    | 1    | Timo Scheider        | 75    |
| 9    |      | Juha Rytkönen        | 52    |
| 10   |      | Mattias Ekström      | 37    |
| 11   | 2    | Oliver O'Donovan     | 29    |
| 12   | 1    | Hervé Knapick        | 18    |
| 13   | 1    | René Münnich         | 16    |
| 14   |      | Anton Marklund       | 14    |
| 15   |      | Attila Mózer         | 13    |
| 16   |      | Peter Hedström       | 11    |
| 17   |      | Támas Kárai          | 9     |
| 18   |      | Oliver Bennett       | 8     |
| 19   |      | Dan Öberg            | 7     |
| 20   |      | Mandie August        | 4     |
| 21   |      | Patrick Guillerme    | 2     |

World RX - RX1 squadre
| Pos. | Pos. | Pilota                | Punti |
| ---- | ---- | --------------------- | ----- |
| 1    |      | Hansen World RX Team  | 337   |
| 2    |      | GRX-SET World RX Team | 276   |
| 3    |      | KYB EKS JC            | 250   |

Euro RX - RX3 piloti
| Pos. | Pos. | Pilota                  | Punti |
| ---- | ---- | ----------------------- | ----- |
| 1    |      | Yuri Belevskiy          | 147   |
| 2    |      | Kobe Pauwels            | 115   |
| 3    |      | Marat Knjazev           | 114   |
| 4    |      | Jan Černý               | 88    |
| 5    |      | Timur Šigabutdinov      | 72    |
| 6    |      | Damian Litwinowicz      | 72    |
| 7    |      | Radoslaw Raczkowski     | 36    |
| 8    |      | Zsolt Szíjj Jolly       | 33    |
| 9    |      | Janno Ligur             | 31    |
| 10   |      | Clément Picard          | 24    |
| 11   |      | Kasparas Navickas       | 24    |
| 12   |      | Jiri Šusta              | 21    |
| 13   | N    | Nuno Araújo             | 16    |
| 14   | 1    | Maximilien Eveno        | 16    |
| 15   | 1    | Marcel Suchý            | 16    |
| 16   | N    | João Ribeiro            | 15    |
| 17   | 2    | Espen Isaksætre         | 13    |
| 18   | 2    | Per Magne Egebø-Svardal | 11    |
| 19   | 2    | Marius Solberg Hansen   | 11    |
| 20   | N    | Leonel Sampaio          | 10    |
| 21   | N    | Joaquim Machado         | 9     |
| 22   | N    | Sergio Dias             | 8     |
| 23   | 5    | Siim Saluri             | 8     |
| 24   | 5    | Jérémy Lambec           | 7     |
| 25   | 5    | Sebastian Høidalen      | 7     |
| 26   | 5    | Lukas Ney               | 7     |
| 27   | 5    | Martin Kjær             | 6     |
| 28   | N    | Antonio Sousa           | 6     |
| 29   | 6    | Dylan Dufas             | 6     |
| 30   | N    | Pedro Ribeiro           | 4     |
| 31   | N    | Hélder Ribeiro          | 3     |
| 32   | 8    | Dominik Senegacnik      | 1     |
| 33   | 7    | Frédéric Moreau         | 0     |